# Ryszard Książyński
Ryszard Jerzy Książyński (ur. 29 lutego 1924 w Dąbrowie Górniczej, zm. 28 sierpnia 2013 w Bytomiu) – polski żeglarz, kapitan jachtowy (1957), wychowawca młodzieży żeglarskiej, ekonomista, żołnierz AK.
Organizator Jachtowego Klubu AZS w Krakowie, założyciel pierwszego oddziału Akademickiego Związku Morskiego na Pomorzu Zachodnim (1948), organizator Koła Kapitanów „Śląsk” (1965) i jego przewodniczący (1971-1972), etatowy kapitan s/y „Chrobry” (1951-1958), etatowy kapitan s/y „Leonid Teliga” (1972-1985), uczestnik bałtyckiej części Operacji Żagiel 74 i Nowojorskiej Operacji Żagiel 76, po zakończeniu, której przeprowadził jacht (jako pierwszy polski i pierwszy tak duży jacht żaglowy) trasą z Nowego Jorku przez Wielkie Jeziora i Missisipi do Nowego Orleanu (Rejs Roku 1976). Honorowy Członek Zarządu Śląskiego OZŻ. Odznaczony dyplomami Ligi Morskiej, LPŻ, LOK i Marynarki Wojennej, „Medalem Bractwa Wybrzeża”, a także wieloma odznaczeniami żeglarskimi, resortowymi i państwowymi w tym „Zasłużony dla Żeglarstwa Śląskiego” i „Zasłużony Działacz Żeglarstwa Polskiego”. Przepłynął pod żaglami około 195 tys. Mm oraz na holu lub silniku około 55 tys. Mm. Pod jego komendą wychodzili po raz pierwszy w morze kapitanowie: Wojciech Michalski, Wojciech Jacobson, Ludomir Mączka i inni.

## Życiorys

### Dzieciństwo i młodość
Urodził się 29 lutego 1924 w Dąbrowie Górniczej. ...W szkole zapisał się do harcerstwa i to dzięki niemu został żeglarzem … drużyna miała stały kontakt z prężnie wówczas działającym Harcerskim Ośrodkiem Morskim w Gdyni.... Pierwszy kontakt z żeglarstwem nawiązał w roku 1938 w Harcerskim Ośrodku Morskim w Gdyni. W 1939 jego rodzina ewakuowała się do Rzeszówka w Kieleckiem. Przez 2 lata pracował w majątku i w tajnych kompletach zaliczył III i IV klasę gimnazjum, zdał małą maturę. Od 1943 do 1944 ukończył I i pół II klasy liceum przyrodniczego w Statliche LandBauschule / Państwowej Wyższej Szkole Rolniczej w Czernichowie. W 1943 ukończył roczne szkolenie konspiracyjnej szkoły podchorążych rezerwy uzyskując stopień kapral-podchorąży i, już jako żołnierz AK (ps. „Oksza”), wziął udział w akcjach sabotażowych i drobnych akcjach zbrojnych. W lecie 1944, po mobilizacji oddziałów AK do Akcji Burza, przydzielony został do zwiadu konnego por. „Włada” (ppor. „Władysław” – Władysław Sztabo, 9 kompania III batalionu) w Brygadzie Sandomierskiej (2 pułk piechoty Legionów) AK dowodzonej przez mjr (potem ppłk) „Kruka” (Antoni Wiktorowski). Wraz z brygadą wcielony do dywizji partyzanckiej (2 DP) płk. „Lina” (Antoni Żółkiewski), 21/22 września osłaniał zrzut lotniczy k. Secemina, 26 września brał udział w bitwie pod Radkowem i ranny, doznał trwałej utraty słuchu w lewym uchu. Po rozwiązaniu AK 19 stycznia 1945 przeszedł do cywila.
Od maja 1945 przebywał w Katowicach, w 1946 zdał eksternistycznie maturę Liceum Administracyjnego w Miejskim Instytucie Kształcenia Handlowego, zapisał się na studia w Krakowie na Akademii Handlowej (1946–1948, 2 lata) i wstąpił do Akademickiego Związku Morskiego. W 1946 r. powrócił do żeglarstwa i po obozie YMCA w Postomino (koło Ustki), po szkoleniu na jachcie „Zaruski” uzyskał w Jachtowym Morskim Klubie Akademickim w Gdańsku stopień żeglarza morskiego. W maju po kursie w Krakowie uzyskał stopień jachtowego sternika śródlądowego. W latach 1947–1949 pływał pod komendą kapitanów: Henryka Fronczaka, Jana Gołubiewa i Włodzimierza Jacewicza, na jachtach „Dar Żoliborza” (200 m²), „Jowisz” (80 m²), „Jurand II” (100 m²), „Neptun” (100 m²), „Jedność” (ex „Dar Żoliborza”, 200 m²), „Generał Zaruski” (320 m²) jako załoga i na funkcjach oficerskich.

### Praca wychowawcza i organizacyjna – Szczecin, Kraków
Od października 1946 do maja 1947 uczestniczył wraz z Tadeuszem Morawskim i Zbigniewem Banasikiem w organizacji Jachtowego Klubu AZS w Krakowie i kursu żeglarskiego na stopień sternika śródlądowego. W lipcu i sierpniu 1947 został komendantem obozu żeglarskiego Klubu w Kobyle Gródku nad Jeziorem Rożnowskim. W tym samym roku w sierpniu, po kursie żeglarskim w Ośrodku GKKF w Jastarni uzyskał stopień sternika morskiego. W lipcu 1948 został kierownikiem wyszkolenia żeglarskiego połączonego obozu AZM i AZS w Zbyszycach nad J. Rożnowskim, a w sierpniu odbył kurs instruktorski i do października pracował w Ośrodku w Jastarni.
W 1948 przeniósł się do Szczecina na Akademię Handlową w Poznaniu oddział w Szczecinie, specjalność Handel Morski. Zaangażował się wraz z kpt. Zbigniewem Szymańskim, Kazimierzem Haską i Witoldem Bohdanowiczem w odbudowę żeglarstwa w Szczecinie. Wraz z Benkiem Quantem i Bolkiem Trochimowiczem założył pierwszy oddział AZM na Wybrzeżu Zachodnim. Od października do marca roku następnego organizował i rozbudowywał tabor pływający AZM w Szczecinie, kierując remontem wraków jachtów „Kaczorek”, „Tuńczyk”, „Janeczka”, „Ewa” i innych. Po fuzji 3 kwietnia 1949 AZM z AZS, w której brał aktywny udział, pozostał członkiem, a także wiceprezesem AZS ds. technicznych odpowiedzialnym za tabor pływający. W czerwcu prowadził szkolenie członków klubu na stopień sternika jachtowego i morskiego, a w lipcu i sierpniu zorganizował obóz żeglarski w Trzebieży, pełniąc funkcję instruktora, we wrześniu był też instruktorem w Jastarni. Od 1949 działał w szczecińskim Okręgowym Związku Żeglarskim, początkowo przy kpt. Z. Szymańskim, a następnie pełniąc funkcje samodzielne. W 1950 w lipcu i sierpniu prowadził szkolenie w AZS Szczecin na J. Dąbie, we wrześniu został Kierownikiem Wyszkolenia Żeglarskiego w Jastarni, równocześnie, po 3 semestrach studiów, uzyskał dyplom z ekonomii. W tym samym roku przeniósł się do Ligi Morskiej, gdzie pełnił funkcję kierownika taboru pływającego i brał udział w organizowaniu Szczecińskiego Jacht Klubu Morskiego, pozostając jego członkiem aż do roku 1970. Od końca 1950 r. do połowy 1953 pracował w Zarządzie Ligi Morskiej w Szczecinie. W marcu 1951 uzyskał patent sternika jachtingu lodowego i wziął udział w Bojerowych Mistrzostwach Polski w Giżycku. W lipcu tegoż roku został komendantem obozu żeglarskiego LM w Trzebieży dla dziewcząt, a w sierpniu uzyskał patent kapitana żeglugi przybrzeżnej. Od lipca 1951 do połowy czerwca 1957 był etatowym kapitanem s/y „Chrobry”. Od r. 1951 aktywnie działał w PZŻ – pracował w Zarządzie Okręgu i uzyskał dyplom sędziego regatowego (nr 14) PZŻ.
W lipcu i sierpniu 1952 r. był Kierownikiem Wyszkolenia Żeglarskiego w ośrodku LM w Szczecinie-Dąbiu, a w październiku zorganizował szkolenie praktyczne na jachtach morskich dla szczecińskiej młodzieży szkół podstawowych i średnich, z prowadzoną w czasie pływania nauką nawigacji i wykładami z matematyki i geografii. W tym samym roku uzyskał również uprawnienia instruktora żeglarstwa (nr 86) i sędziego klasy państwowej (nr 105) GKKF. Przez kilka miesięcy 1953 r. był pracownikiem Szczecińskiej Stoczni Jachtowej. W tym okresie pływał jako drugi oficer (nawigacyjny) w krótkich rejsach bałtyckich na szkunerze s/y Zew Morza z uczniami Szkoły Rybołówstwa Morskiego pod komendą kpt.ż.w. Konstantego Maciejewicza. We wrześniu 1953 został zatrudniony w szczecińskim Pałacu Młodzieży. Od lipca 1955 jako jego kierownik zorganizował i do czerwca 1958 prowadził Gabinet Wiedzy Morskiej dla starszych i młodszych chłopców. Jesienią odbywało się tam szkolenie teoretyczne, a wiosną i latem zapoznawanie z pracą portu, stoczni, statków i szkolenie żeglarskie. W styczniu roku 1957 zdobył patent jachtowego kapitana żeglugi wielkiej PZŻ (nr 4). W lipcu roku 1958 wziął udział w regatach OstSee Woche na jachcie „Perun” (zajmując 3. miejsce).
W październiku roku 1958 przeniósł się do Krakowa, gdzie prowadził gospodarstwo teściowej we wsi Mogiła pod Krakowem, zajmując się rolnictwem i ogrodnictwem, a także założył nowoczesną hodowlę drobiu. Nie zerwał jednak z żeglarstwem i równocześnie od połowy października (do końca października roku 1960) kierował ośrodkiem żeglarskim Jacht Klubu „Budowlani Nowa Huta”. Po śmierci ojca przeniósł się w listopadzie 1960 wraz z rodziną do Katowic do mieszkania matki.

### Praca wychowawcza i organizacyjna – Śląsk
W Katowicach został zatrudniony w Przedsiębiorstwie Budownictwa Przemysłu Węglowego, od lipca 1965 w Najwyższej Izbie Kontroli, i wreszcie w ramach Zjednoczenia Hutnictwa Żelaza i Stali pracował w kilku zakładach hutniczych (1968 – PRB „ZREMB”, 1969 – Huta „Ferrum”, 1971 – Zjednoczenie Przedsiębiorstw Geologicznych w Katowicach, 1972 – „Koksoprojekt” w Zabrzu). Od 1961 do 1969 działał w Turystycznym Klubie Żeglarskim „Tramp” w Katowicach. Od maja 1965 uczestniczył w organizacji Koła Kapitanów „Śląsk”. Uzupełnił studia na Wydziale Przemysłu Wyższej Szkoły Ekonomicznej w Katowicach uzyskując w 1967 r. tytuł magistra ekonomii, w lipcu zdobył również patent Kapitana Motorowodnego (nr 208) PZMiNW i patent instruktora żeglarstwa PZŻ (nr 463). W latach 1960-1967 w sezonie letnim 2 razy pełnił funkcję Kierownika Wyszkolenia Żeglarskiego w COŻ w Trzebieży i trzykrotnie w Jastarni (w 1967 były to już ośrodki PZŻ i LOK). W styczniu 1971 r. Katowicki OZŻ nadał mu odznakę „Zasłużony dla Żeglarstwa Śląskiego”. W lutym 1972 otrzymał od PZŻ honorowe odznaczenie „Zasłużonego Działacza Żeglarstwa Polskiego”. Jako przewodniczący Koła Kapitanów, zorganizował kurs radiotelefonistów w służbie morskiej, sam uzyskując również świadectwo ograniczone radiotelefonisty w służbie morskiej (nr 6762). W roku 1975 WKKFiT Urzędu Wojewódzkiego w Katowicach nadał mu dyplom i odznakę XXX-lecia „Za zasługi w krzewieniu kultury fizycznej i sportu na terenie województwa katowickiego”. 1976–1979 został zatrudniony w Klubie Sportów Wodnych Hutnik w Dąbrowie Górniczej. Od 1977 działał w Głównej Komisji Dyscyplinarnej (przez kilka kadencji jako przewodniczący) i Centralnej Komisji Egzaminacyjnej PZŻ prowadząc egzaminy na kapitana żeglugi przybrzeżnej i wielkiej. 1980-1982 pracował w Hucie „Bobrek” w Bytomiu, a 1982-1990 w Hutniczym Przedsiębiorstwie Remontowym, w tym od lutego do października 1989 na budowie eksportowej CHZ „Centrozap” w Perniku w Bułgarii.
W roku 1990 przeszedł na emeryturę zawodową, ale jeszcze nie żeglarską. W maju 1991, jako zastępca kapitana gen. Zbigniewa Michalskiego, wziął udział w rejsie szkoleniowym dla młodzieży na jachcie „Generał Zaruski”, a w sierpniu pracował jako instruktor w Ośrodku LOK w Jastarni. W roku 2002 Bractwo Wybrzeża – Mesa Kaprów Polskich nadało mu „Medal Bractwa Wybrzeża”.
W ciągu całego tak aktywnego życia zajmował się również modelarstwem morskim, prowadził odczyty i spotkania na tematy morskie dla młodzieży – kandydatów na żeglarzy, organizował konkursy dla młodzieży na temat żeglarstwa. Pisał artykuły do „Żagli”, „Morza”, oraz prasy szczecińskiej i katowickiej o tematyce morskiej, geograficznej i turystyczno-poznawczej.
Zmarł 28 sierpnia 2013 r. w domu, w pełni władz umysłowych. Spoczywa na cmentarzu parafialnym kościoła NMP w Katowicach-Wełnowcu w grobie rodziców i drugiej żony.

## Rejsy
...Pod koniec lat czterdziestych dużo pływał na kutrach rybackich łowiących na Bałtyku. – Trzeba było mieć końskie zdrowie, żeby wytrzymać taki rejs... Za taką robotę dobrze płacili, ale wysiłek był wprost niewyobrażalny.... W latach 1951-58 jako etatowy kapitan s/y „Chrobry” prowadził 43 rejsy na tym jachcie na trasie łącznie ponad 30 tys. Mm. W latach 1960-1967 prowadził bałtyckie rejsy stażowe dla uczestników kursów w Jastarni, a ponadto w roku 1961 i 1963 rejsy do Szwecji na należącym do TKŻ „Tramp” jachcie „Karolinka”. W roku 1970 wstąpił do Klubu Sportów Wodnych Hutnik-Pogoria i poprowadził pierwszy klubowy rejs morski po Bałtyku na s/y „Wielkopolska”, co zapoczątkowało klubowe pływania morskie, zdobywanie stażu i wyższych stopni żeglarskich. W lecie 1971 roku na s/y Śmiały poprowadził pierwszy klubowy rejs do portów Wielkiej Brytanii, Francji, Holandii Niemiec. W sierpniu prowadził rejs bytomian (29 osób) z LOK na s/y Janek Krasicki w rejsie do Narwiku w Norwegii, gdzie zawieźli ziemię z pola bitwy na Górze Świętej Anny. We wrześniu następnego roku dowodził „Krasickim” w rejsie do Tallina i Leningradu. W 1972 roku KSW Hutnik-Pogoria stał się armatorem pełnomorskiego jachtu klasy Antares (powierzchnia ożaglowania 140 m²), o nazwie „Leonid Teliga” z portem macierzystym Szczecin, zakupionym przez Zjednoczenie Hutnictwa Żelaza i Stali. W latach 1972-85 kpt. Książyński został oddelegowany przez Wiceministra Hutnictwa (jako armatora) do pełnienia funkcji etatowego kapitana tego jachtu. W tym okresie, niemal przez cały sezon żeglarski, ale nieraz i w zimie, najczęściej przebywał w Szczecinie mieszkając w Hotelu Jachtowym lub na jachcie. Pod jego komendą jacht „Leonid Teliga” wziął udział w bałtyckiej części Operacji Żagiel 74. Dowodził „Leonidem Teligą” w atlantyckiej części Operation Sail 76 i na uroczystościach 200-lecia USA. Rejs ten był filmowany („Operation Sail”) przez ekipę TVP pod kierownictwem reż. Zbigniewa Proszowskiego. Po zakończeniu imprezy przeprowadził jacht, jako pierwszy polski i pierwszy tak duży jacht żaglowy, trasą z Nowego Jorku przez Wielkie Jeziora i Missisipi do Nowego Orleanu. Na trasie tego rejsu przez USA w wielu odwiedzanych miastach (Nowy Jork, Buffalo, Baton Rouge, Milwaukee, Cleveland, Nowy Orlean) otrzymał honorowe obywatelstwo. Powrót do kraju z Nowego Orleanu prowadził trasą przez Cozumel w Meksyku, Montego Bay i Port Antonio na Jamajce, San Juan na Puerto Rico, Charlotte Amalie na St. Tomas, Fort de France na Martynice, Bridgetown na Barbados i Ponta Delgada na Azorach. Za rejs zdobył wyróżnienie za rok 1976 w konkursie „Głosu Wybrzeża” – Rejs Roku. W lipcu 1978 na „Telidze” wraz z innymi śląskimi jachtami – „Barbórką” (M. Miller) i „Carbonią” (P. Rudzki) strawersował Szwecję Kanałem Göta (Rejs Roku).
W roku 1985 prowadził „Leonida Teligę” w Regatach Heweliusza. Łącznie prowadził 32 rejsy na tym jachcie pokonując ponad 16 tys. Mm.

## Wyróżnienia i odznaczenia
Był honorowym członkiem zarządu OZŻ w Katowicach (1993), Szczecińskiego Jacht Klubu Morskiego i Klubu Sportów Wodnych „Hutnik-Pogoria”.
Odznaczony dyplomami Ligi Morskiej, LPŻ, LOK i Marynarki Wojennej, a także wieloma odznaczeniami żeglarskimi, resortowymi i państwowymi, w tym „Zasłużony dla Żeglarstwa Śląskiego” i „Zasłużony Działacz Żeglarstwa Polskiego”, „Medalem Bractwa Wybrzeża”, trzema Krzyżami Zasługi i Krzyżem Komandorskim Odrodzenia Polski, odznakami i dyplomami dziesięcio-, dwudziesto- i trzydziestolecia PRL.

## Źródła danych biograficznych
1. 150 tysięcy mil kapitana / Tomasz Nowak; kserokopia; życiorys RK w Życiu Bytomskim; Książnica Pomorska – Zachodniopomorskie Archiwum Morskie
2. Książyński Ryszard Jerzy – PZŻ; https://web.archive.org/web/20151222110049/http://pya.org.pl/kultura/ksiega_pamieci/ksiazynski _ryszard_jerzy; 2015-10-13
3. S/y "WITEŹ II" | Jacht Klub AZS; http://jkazs.szn.pl/content/sy-wite%C5%BA-ii; 2015-10-13
4. Książnica Pomorska – Zachodniopomorskie Archiwum Morskie; https://web.archive.org/web/20151208141311/http://www.ksiaznica.szczecin.pl/www/arciwum-morskie; 2015-11-02; j.kpt.ż.w. Ryszard Książyński: biblioteka z zakresu wiedzy żeglarskiej, żeglugi morskiej, historii żeglarstwa, historii żeglugi, marynarki wojennej, modelarstwa, beletrystyki marynistycznej, historii, 1 album morski, 1 malarstwa marynistycznego, mapy morskie Europy i Ameryki, gazety i wycinki z gazet, sprawy klubowe, listy, dziennik jachtowy „Teligi”, dokumenty żeglarskie, dorobek żeglarski, dokumenty rejsu transamerykańskiego, 2 segregatory Transameryka, dyplomy, dorobek zawodowy, plany jachtów, zdjęcia żeglarskie, przekazane 2014-05-10
5. Muzeum Armii Krajowej im. Gen. Emila Fieldorfa „Nila”. MAKVI-413-25/14 Kraków 14.V.2014; www.muzeum-ak.pl; legitymacja PWSR – Czernichów, zaświadczenie PWSR Czernichów, świadectwo dojrzałości LA Katowice, zaświadczenie WSE w Szczecinie, zaświadczenie C. Hartwig s.a. Szczecin, karta rej. PMRN w Szczecinie, zaświadczenie o zamieszkaniu i pracy Nowa Huta-Mogiła, dyplom ukończenia WSE w Katowicach, kserokopie dokumentów, Field Marshal Montgomery / Od Normandii do Bałtyku Katowice 1948
6. Dziennik jachtowy; Jacht „Leonid Teliga”, Właściciel i Armator KSW „Hutnik”, Port macierzysty Szczecin, Nr certyfikatu ROS 1091, Nr karty ewid. UM 89/75, Nr na żaglu PZ-40, Sygnał rozpoznawczy „Leonid Teliga”; Rozpoczęty dnia 04.05.76, Zakończony dnia 10.09.1976, Kapitan Ryszard Książyński: 9nlb+207; Książnica Pomorska – Zachodniopomorskie Archiwum Morskie